# Lusevera

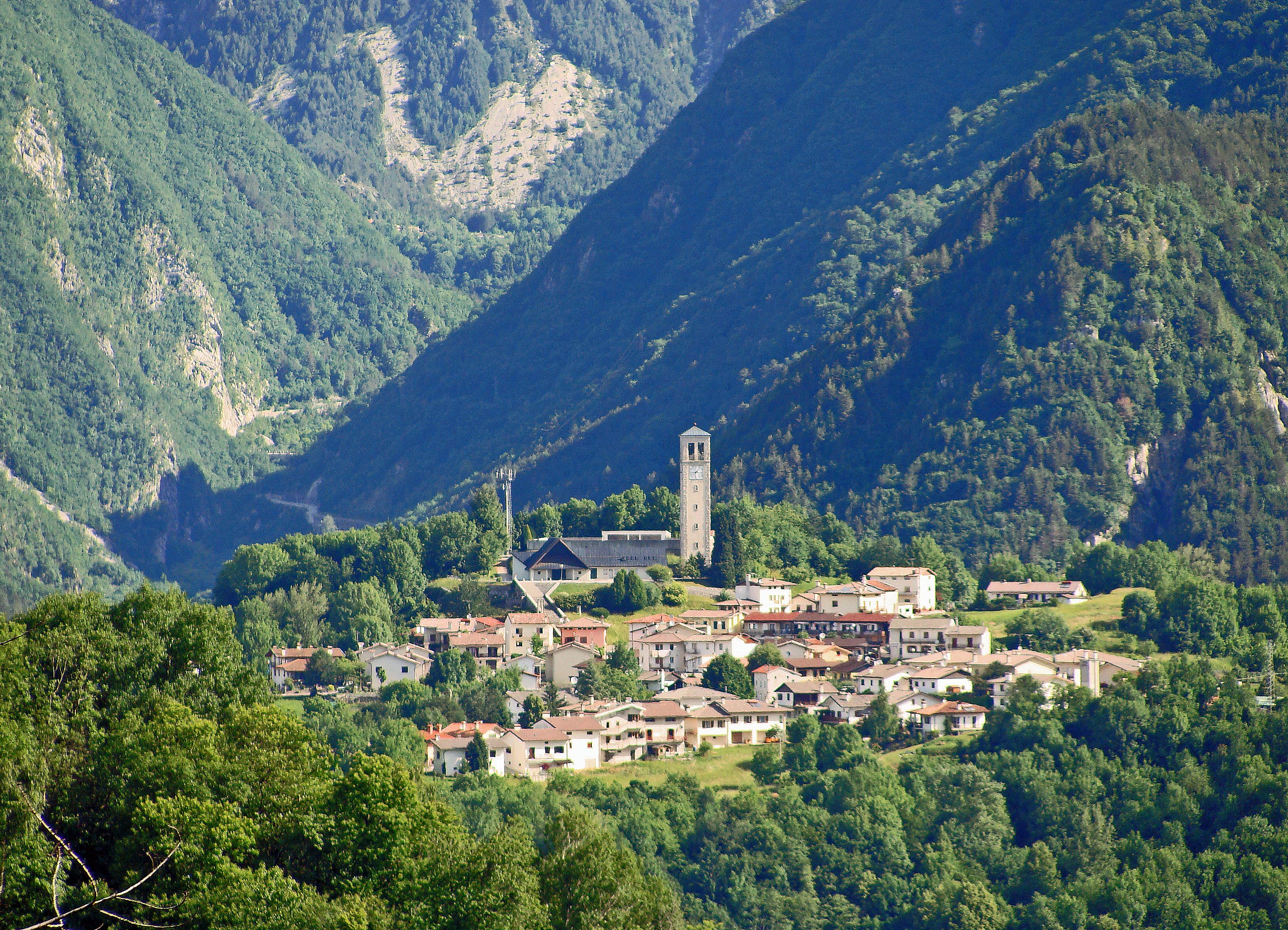
Lusevera (2009)

Lusevera (furlanisch Lusèvare, slowenisch Bardo) ist eine nordostitalienische Gemeinde (comune) in der Region Friaul-Julisch Venetien mit 597 Einwohnern (Stand 31. Dezember 2023). Die Gemeinde liegt etwa 23 Kilometer nordnordöstlich von Udine am Torre, am Parco naturale delle Prealpi Giulie und an der slowenischen Grenze und gehört zur Comunità Montana del Torre, Natisone e Collio.

## Geschichte
1976 wurde die Gemeinde durch ein Erdbeben erheblich zerstört.

## Verkehr
Durch die Gemeinde führt die frühere Strada Statale 646 di Uccea (heute eine Regionalstraße) von Tarcento zur slowenischen Grenze.